# Усть-Бельбекский могильник
Усть-Бельбекский могильник (также Бельбек IV) — скифо-сарматский некрополь I—III века нашей эры (выявленный объект культурного наследия), один из важнейших погребальных памятников позднескифского населения Юго-Западного Крыма, располагающийся на территории Любимовки Нахимовского района Севастополя, на правом берегу реки Бельбек в 1,5 км от устья.
Часть некрополя площадью около 6 гектаров, в том числе и наиболее ранняя центральная, была уничтожена во время Великой Отечественной войны, затем различной городской и военной застройкой (в том числе вследствие грабительских раскопок). В последние десятилетия в районе памятника ведётся интенсивная застройка (индивидуальное дачное строительство), по многим участкам продолжаются тяжбы с привлечением различных экспертов; по этому поводу существует поручение В. В. Путина — "обеспечить прекращение строительных работ на территории могильника «Бельбек-4».

## История изучения
Первое сообщение о случайных находках античной керамики и монет на месте могильника («в имении Шталя») оставил Н. М. Печёнкин в 1905 году, но он ошибочно полагал, что место использовалось херсонеситами для добычи гончарной глины. В 1960-х годах могильник был вновь обнаружен О. Я. Савелей — несколько разрушенных погребений на месте заброшенных капониров времен войны. В 1969—1991 годах некрополь исследовался И. И. Гущиной. С 1991 года, после распада СССР, археологическая экспедиция прекратила существование. В 2004 году раскопки возобновила Крымская археологическая экспедиция, руководимая Денисом Валерьевичем Журавлевым и Кириллом Борисовичем Фирсовым. Фрагментарные раскопки, дающие интересные результаты, проводятся на отдельных дачных участках по заявкам владельцев в 2010—2020-е годы, при этом известно, что бо́льшая часть могильника не исследована.

## Описание
В 1969—1991 годах экспедицией было раскопано 331 погребение на площади более 2000 км², хронологические рамки которого укладываются в пределы середины I века — середины III века н. э., при этом большая часть захоронений приходится на последнеюю четверть I века — первую четверть II века. Судя по находам, хоронили, в основном, рядовое население, обнаружено лишь несколько богатых погребений, этнически — скифо-сарматское население, но пока вблизи могильника следов какого либо поселения той поры не обнаружено. Погребальный обряд захоронений сравнительныо однообразен: в основном грунтовые ямы и подбойные могилы, также немногочисленные плитовые и грунтовые могилы с заплечиками; открыто одно конское захоронение. Умерших хоронили, в абсолютном большинстве, в вытянутом на спине положении с преобладающей ориентацией на юг, часто отмечены следы воздействия огня, использования красной краски, остатки деревянных колод-гробовин, присутствие заупокойной пищи. Погребальный инвентарь — амфоры, краснолаковая и лепная керамика — две первых превосходят по количеству подобные могильники всего Северном Причерноморье, что историки объясняют близостью и активными связями с Херсонесом. Также были найдены многочисленные стеклянные сосуды, предметы вооружения, конское снаряжение, детали одежды и украшения, туалетные принадлежности, амулеты, подвески и орудия труда, огромное количество бус. Уникальна находка бронзовой статуэтки обнаженной фигурки Эрота с поднятой правой рукой и одним крылом за плечами — подобных статуэток ни в одном другом позднескифском некрополе не обнаружено. Также было раскопано множество других артефактов, почти не встречающихся в других захоронениях. От подобных позднескифский памятников Крыма некрополь отличается богатым набором импортных римских изделий: в отдельных научных работах рассмотрены краснолаковая и бронзовая посуда, стеклянные сосуды, украшения, детали римского воинского снаряжения, терракотовая статуэтка с изображением Эрота. Также описаны изделия «варварского» производства — фибулы-броши с изображением женского божества.